# Unione montana Cadore Longaronese Zoldo
L'unione montana Cadore Longaronese Zoldo è un'unione montana (già comunità montana) veneta. Ne fanno parte cinque comuni della provincia di Belluno centro-orientale, distribuiti lungo la valle del Piave e nello Zoldano.
Il territorio della unione montana, prevalentemente di bassa e media montagna (ma con vette che superano i 3000 metri), è compreso parzialmente nel Parco nazionale delle Dolomiti Bellunesi. Il paesaggio della valle di Zoldo è circondato da gruppi dolomitici, sui quali dominano il Monte Pelmo e il Monte Civetta.
Per lungo tempo rimasti appartati, sono meta di turismo grazie soprattutto alla presenza del comprensorio sciistico del Civetta, con facile accesso tramite la vicina autostrada A27. La zona per secoli è vissuta, oltre che delle tradizionali attività della montagna, anche dello sfruttamento delle numerose seppur modeste miniere e ancor più della lavorazione del ferro.

## Galleria d'immagini

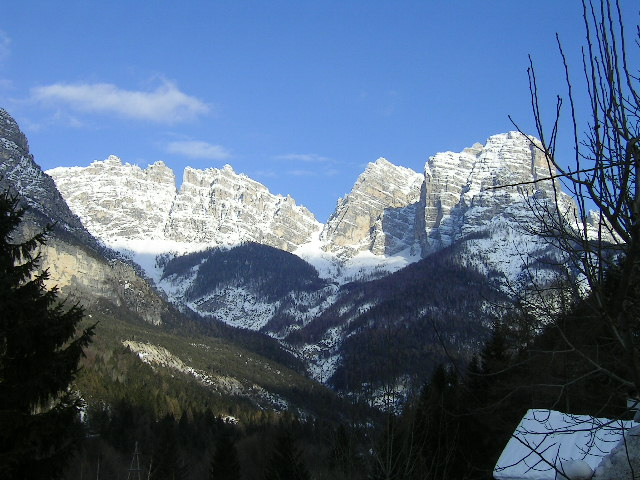
Comune di Val di Zoldo
Comune di Longarone